# Đèo Ma Thì Hồ
Đèo Ma Thì Hồ nằm trên quốc lộ 12 ở vùng đất giáp ranh xã Ma Thì Hồ và Sa Lông huyện Mường Chà tỉnh Điện Biên, Việt Nam .
Đèo Ma Thì Hồ ở Km 121+350 - Km 122+800 trên quốc lộ 12. Đỉnh đèo ở cách thị trấn Mường Chà cỡ 4 km về hướng bắc . Đường đèo hiểm trở và là cung đường hấp dẫn cho giới du lịch mạo hiểm.
Xã Ma Thì Hồ huyện Mường Chà được thành lập từ xã Huổi Lèng năm 2006 . Vì thế nhiều văn liệu ghi đèo ở xã Huổi Lèng.